# ナイジャー・モーガン
ナイジャー・ジャミッド・モーガン（Nyjer Jamid Morgan , 1980年7月2日 - ）は、アメリカ合衆国カリフォルニア州サンフランシスコ出身の元プロ野球選手（外野手）。

## 経歴

### アイスホッケー時代
1988年にカルガリー五輪のアイスホッケーをテレビで観戦したことがきっかけで、アイスホッケーを始める。夏季には野球もプレーしており、1998年にはMLBドラフト42巡目（全体1260位）でコロラド・ロッキーズから指名を受けるが、入団しなかった。当時はアイスホッケーが第一目標で、アイスホッケーをプレーするためにカナダにある高校へ単身転校する。ジュニアホッケーリーグのバーノン・バイパーズに参加し、チームでただの1人のアフリカ系アメリカ人ということもあって、カナダでの生活はカルチャーショックを受けることもあったが、持ち前の明るさで周囲に溶け込んでいった。
1999年から2000年にかけて、ウエスタン・ホッケー・リーグ(WHL)のリジャイナ・パッツでプレー。初戦で2ゴールを決める活躍を見せたが、その後は目立った活躍が出来ずに、シーズン終了後に解雇された。その後、モーガンはアイスホッケーを諦め、野球に専念することを決めた。パッツのGMだったパーカーは、当時のモーガンを振り返って、「いつも笑顔のムードメーカーだったが、アイスホッケーの才能は平均レベルだった」と述べている。

### パイレーツ時代

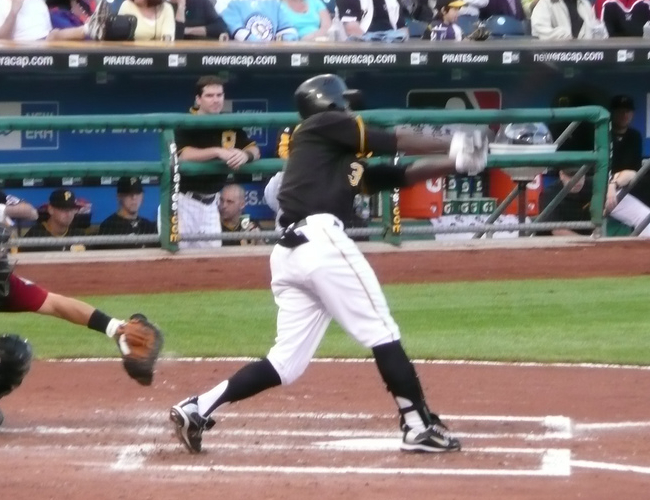
ピッツバーグ・パイレーツ時代
(2009年5月29日)

2001年にワシントン州のワラワラ・コミュニティーカレッジに入学。
2002年にMLBドラフト33巡目（全体973位）でピッツバーグ・パイレーツから指名された。7月29日に入団。
2003年から2007年まで、マイナーで5シーズンをプレーした後、2007年9月1日の対ミルウォーキー・ブルワーズ戦においてメジャーデビューを果たす。以後、シーズン終了まで28試合に出場し、打率.299、7盗塁を記録。
2008年はネイト・マクラウスとの定位置争いに敗れ、3Aインディアナポリスへ降格した。シーズン終盤にメジャーへ復帰すると、9月には月間打率.354をマークした。

### ナショナルズ時代

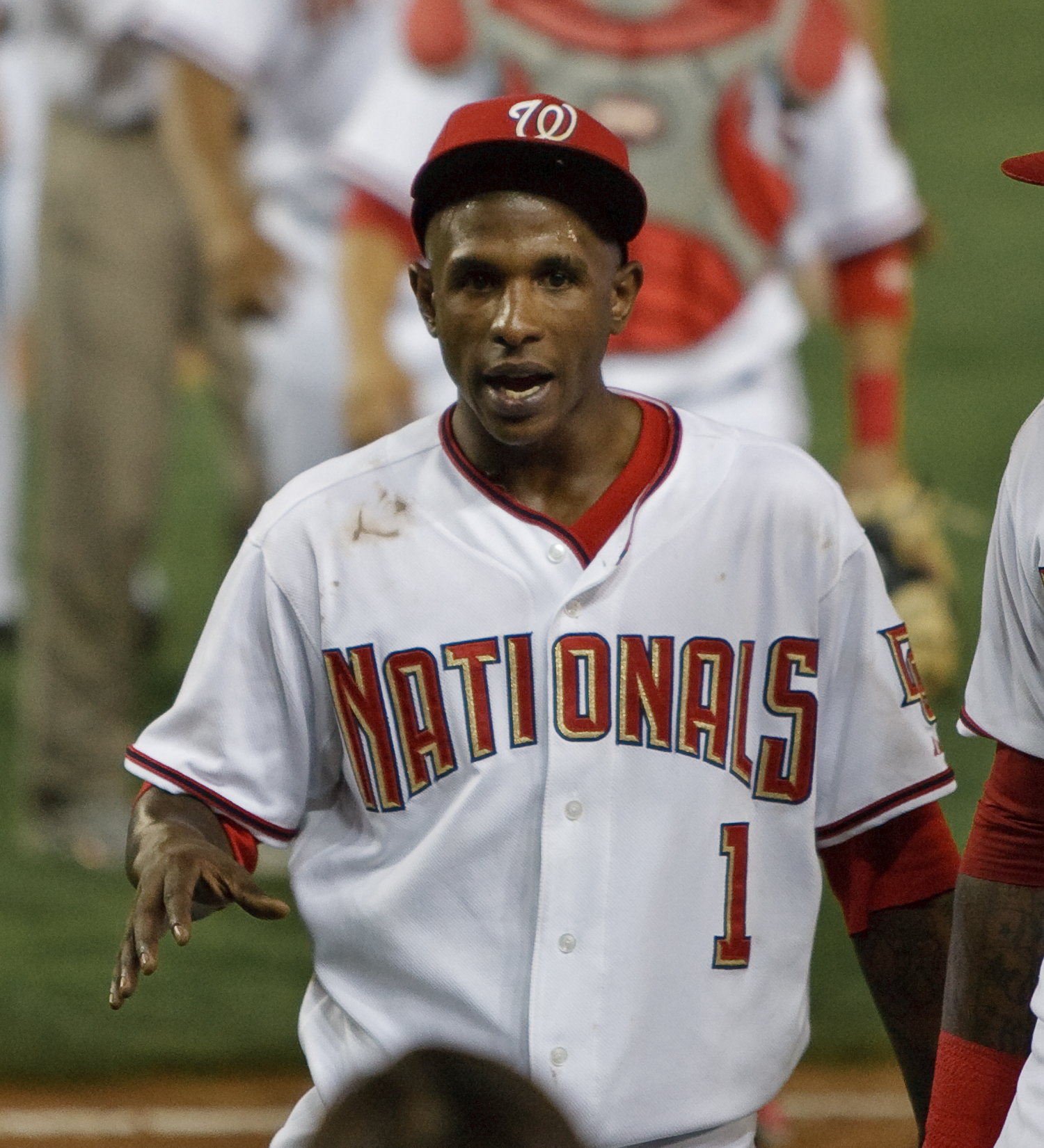
ワシントン・ナショナルズ時代
(2009年8月4日)

2009年6月30日にラスティングス・ミレッジ、ジョエル・ハンラハンとのトレードでショーン・バーネットとともにワシントン・ナショナルズに移籍した。8月27日にスライディングで指を骨折し、シーズンを終えることになったが、120試合の出場ながらリーグ2位の42盗塁をマークした。
2010年5月22日のボルチモア・オリオールズ戦、同点で迎えた4回の表、オリオールズのアダム・ジョーンズの放った大飛球に対して、フェンス際でジャンプキャッチを試みるが失敗。フェアグラウンド内を転がるボールに気づかないモーガンは、自分がスタンド内に叩き込んでホームランにしてしまったと思い込み激高し、グラブを地面に叩きつけてボールのない方向に歩きだしてしまう。駆け付けた味方野手が返球するが、3塁走者はもちろん、打者走者まで本塁生還を許してしまう（記録はランニングホームラン）。このプレーをもっての交代はなく、その後に打席にも立ったが、本拠地観客の大ブーイングを浴びることになった。試合はナショナルズが勝っている。8月21日の敵地でのフィラデルフィア・フィリーズ戦で、野次に怒ってボールを観客席に投げ入れ、そのボールが観客の顔面に当たるという事件が起きた。MLB機構はモーガンに7試合の出場停止処分を下したが、モーガンは故意ではないとして異議を申し立てた。最終的に、被害者側がモーガンを擁護したため、処分は取り下げられた。8月27日のセントルイス・カージナルス戦では、僅差の終盤に牽制死したモーガンを諌めた監督のジム・リグルマンと衝突し、翌28日には打順を1番から8番に下げられた。この打順降格に不満を持ったモーガンは、ウィリー・ハリスの適時二塁打で生還した際、ホームベースから離れて立っていた相手捕手のブライアン・アンダーソンに激しくぶつかった。ナショナルズが大量リードしていたということもあって、このプレーは激しく批判された。試合後、リグルマンはアンダーソンとカージナルス監督のトニー・ラルーサに謝罪した。31日のフロリダ・マーリンズ戦では、本塁憤死の際に相手捕手のブレット・ヘイズに激しいタックルを食らわせた（このタックルによりヘイズは負傷）。モーガンが普通にスライディングしていればセーフのタイミングであったため、またしても非難の声が上がった。翌9月1日、4回表にマーリンズのクリス・ボルスタッドがモーガンに明らかな報復死球を与えた。モーガンは一塁へ向かったが、14-3と大量リードされている状況だったのにもかかわらず、二盗、三盗を立て続けに行った。大量得点差での盗塁はご法度という野球の不文律を犯したモーガンには、6回の打席では死球にはならなかったが体の後ろを通る危険球を受けた。モーガンは激昂してボルスタッドに殴りかかり、4人の退場者を出す大乱闘へと発展した。この一連の騒動は全米で大きく報じられ、野球界きっての問題児としての知名度を高めた。9月3日にMLB機構から8試合の出場停止と罰金1万5000ドルを命じられた。

### ブルワーズ時代

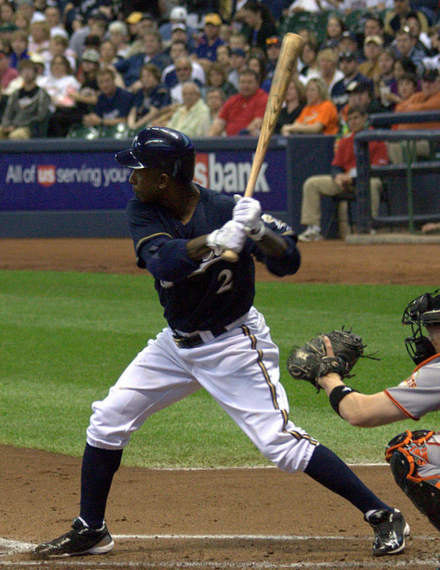
ミルウォーキー・ブルワーズ時代
(2011年5月29日)

2011年3月27日にトレードでミルウォーキー・ブルワーズに移籍した。盗塁数は大きく減ったが、打率は2年ぶりに3割を超えた。アリゾナ・ダイヤモンドバックスとのディビジョンシリーズ第5戦では延長10回に殊勲のサヨナラ打を放った。
2012年1月26日に年俸235万ドルで1年契約を結んだ。正中堅手として開幕を迎えたが、MLB史上最長となる開幕から138打席連続で打点なしという打撃不振に陥り、青木宣親のレギュラー定着もあって次第に出場機会が減少していった。オフの11月2日にFAとなった。

### DeNA時代
2013年1月24日に横浜DeNAベイスターズと1年契約に合意したことを発表した。背番号は27。27番は前身の大洋ホエールズ時代から、長年投手の背番号として扱われていたため、野手でこの番号を着ける選手は1961年のスタンレー橋本以来であった。

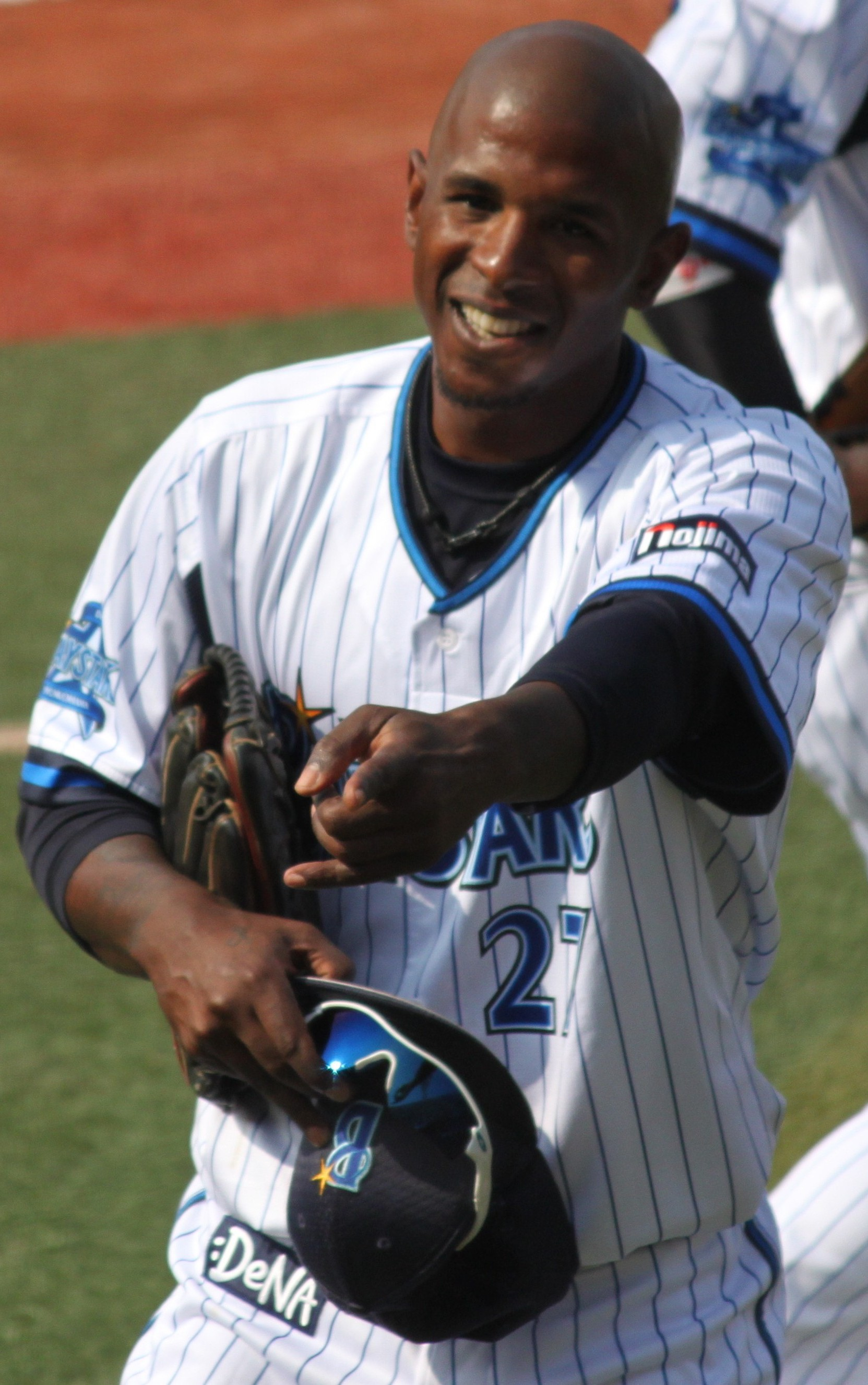
横浜DeNAベイスターズでの現役時代
(2013年3月17日、横浜スタジアムにて)

オープン戦では17試合に出場したが、長打と打点が1本もなく、打率も.152と低調だった。それでも「3番・右翼」開幕スタメンを勝ち取ったが、開幕後も深刻な打撃不振が続き、4月20日に登録抹消された。しかし、降格後に二軍で打率3割を維持し、5月1日に再登録されるとその後は主に1番、2番打者として本領を発揮。5月10日の巨人戦6回戦では7回の裏に初打点・初本塁打を記録し、7点ビハインドを引っくり返す大逆転勝利に貢献。その後はそれまで結果が出せていなかった3番打者としても活躍。6月15日の西武戦3回戦では牧田和久から逆転の3ランホームランを放ち、来日後初めてのお立ち台に上った。その後も打撃・人気の両面でチームに貢献。最終打率は3割近くにまで達したものの、肩が弱く、金銭面での折り合いがつかないため、オフの残留交渉では合意に至らなかった。結局、12月2日に自由契約公示されたことを機に、DeNAからの退団が決まった。

### インディアンス時代
2014年1月16日にクリーブランド・インディアンスとマイナー契約を結んだ。3月30日にインディアンスとメジャー契約を結び、開幕ロースター入りした。開幕後は9試合に出場したが、4月15日に正中堅手のマイケル・ボーンが故障者リストから復帰したため、AAA級コロンバス・クリッパーズへ降格した。5月4日にメジャーへ再昇格した。昇格後はマイケル・ボーンの離脱もあり、先発起用されていたが、5月14日のトロント・ブルージェイズ戦で右膝を痛め、5月15日に15日間の故障者リスト入りした。5月22日に60日間の故障者リストへ異動した。その後メジャーへ復帰することなく、8月5日に放出された。

### ハンファ時代
2014年12月18日にKBOのハンファ・イーグルスが契約を結んだ。
2015年はキャンプは二軍スタートだったものの、開幕戦は5打数4安打と奮闘。しかしその後は調子を落とし、10試合のみの出場で二軍降格。二軍降格後は腰痛に苦しみ、打率.214と調子が上がらず、5月6日にウェーバー公示を申請された。

### メキシカンリーグ時代
2016年1月22日にメキシカンリーグのプエブラ・パロッツと契約。
2017年2月21日にトレードでモンクローバ・スティーラーズに移籍した。

### 引退後
引退後は妻と共にアメリカで不動産投資家として活動している。
2019年6月7日 - 9日の対埼玉西武ライオンズ戦に来場。G.G.佐藤・長田秀一郎と対決し、最終日の始球式では花咲徳栄高等学校の投手『モーガン君』に扮して柳沢慎吾率いる横浜高等学校と対戦、ファンを沸かせた。

## 選手としての特徴
足が速く、MLB通算約69%と盗塁成功率は低いがベースランニングは優秀で、2009年にはナショナル・リーグ16球団の監督が選ぶリーグ最高のベースランナーのひとりにノミネートされた快足を持ち味とした。
長打力には欠けるが、快足を生かしたバント安打が得意で内野安打が多い。右投手に対しては2014年までのメジャー通算打率.297と得意としたが、左投手には同打率.205と極端に弱かった。
肩の強さは平均を下回るが、中堅手として2014年までのメジャー通算のDRS6、UZR31.5を誇り、守備範囲が広い。後方への大飛球に強く、フェンスを恐れない勢いで背面キャッチを見せた。一方で判断ミスも目立ち、中堅手での通算守備率は.989だった。
前出の開幕から138打席連続打点なしや、日本に来てからも4月は打撃不振で2軍に降格するなど、開幕当初は不調なケースが多かった。モーガン自身も自分はスロースターターで4月に苦労したことが5月に花開くと語っている。

## 人物
闘争心をむき出しにする性格で、「メジャー最強のクレイジー」と呼ばれる。上述のように2010年には試合で様々なトラブルを起こして話題となっており、特にクリス・カーペンターとは対戦するたびに怒鳴り合い、2011年9月8日のセントルイス・カージナルス戦でカーペンターとの対戦で三振した後には、噛みタバコをカーペンターに向かって放り投げ、両軍入り乱れての乱闘を引き起こした。また、同年までカージナルスに所属していたアルバート・プホルスをTwitter上で「アルバータ」と女性形で呼んで挑発したこともあり、ブッシュ・スタジアムでの試合の際にはセントルイスのファンから大ブーイングが浴びせられる。
一方でワシントンやミルウォーキーのファンからは攻守で全力プレーを見せることから人気が高い。「野球選手はエンターテイナー。観客に見せる試合は舞台と一緒」と語り、試合では「トニー・プラッシュ（Tony Plush）」という別人格（オルター・エゴ）を用いていると言い、インタビューではたびたび「トニー・ガンボ」などといった複数の別名義で出演したり、エルビス・プレスリーのカツラを被ってインタビューを受けるなどの極めて陽気なキャラクターで人気を博した。
2012年にブルワーズでチームメイトだった青木宣親はモーガンについて「トラブルメーカーのイメージがあると思うんですけど、そんなこと全然なくて、とてもあったかい人間で、すごく好きなタイプの選手ですね」と述べている。
上記の通り、MLBではクレイジーと呼ばれる存在であったが、NPB移籍後は「日本ではいい子になろうと思ってる」と語っており、決めポーズを披露したり、日本語での挨拶、ファンへのサインなどサービス精神旺盛な面を見せている。7月15日の対ヤクルト戦後に勝ち投手になった長田秀一郎と共にヒーローインタビューを受けた際には、インタビュー中のスタジアムDJからマイクを渡され、「アリガトウゴザイマス、アバヨー!」と叫ぶパフォーマンスを見せた。ハンファ時代もトニー・プラッシュのパフォーマンスを見せ、チーム公式の応援でも「T」の字を描くポーズが取り入れられた。
横浜時代は鳴り物を使う日本の応援スタイルを気に入り、打席では自身の応援歌の歌詞『ゴー、ゴー、ゴー！』に合わせ、ホームベースをバットでコツコツと叩いてリズムを取っていた。
19歳の時に2つ年下の女性との間に生まれた娘がカナダにおり、右手首に娘の名前を彫ったタトゥーを入れている。

## 詳細情報

### 年度別打撃成績
| 年 度    | 球 団    | 試 合 | 打 席 | 打 数 | 得 点 | 安 打 | 二 塁 打 | 三 塁 打 | 本 塁 打 | 塁 打 | 打 点 | 盗 塁 | 盗 塁 死 | 犠 打 | 犠 飛 | 四 球 | 敬 遠 | 死 球 | 三 振 | 併 殺 打 | 打 率 | 出 塁 率 | 長 打 率 | O P S |
| -------- | -------- | ----- | ----- | ----- | ----- | ----- | -------- | -------- | -------- | ----- | ----- | ----- | -------- | ----- | ----- | ----- | ----- | ----- | ----- | -------- | ----- | -------- | -------- | ----- |
| 2007     | PIT      | 28    | 118   | 107   | 15    | 32    | 3        | 4        | 1        | 46    | 7     | 7     | 3        | 1     | 0     | 9     | 0     | 1     | 19    | 0        | .299  | .359     | .430     | .789  |
| 2008     | PIT      | 58    | 175   | 160   | 26    | 47    | 13       | 0        | 0        | 60    | 7     | 9     | 5        | 1     | 1     | 10    | 0     | 3     | 32    | 0        | .294  | .345     | .375     | .720  |
| 2009     | PIT      | 71    | 321   | 278   | 39    | 77    | 6        | 5        | 2        | 99    | 27    | 18    | 10       | 5     | 4     | 29    | 2     | 5     | 49    | 6        | .277  | .351     | .356     | .707  |
| 2009     | WSH      | 49    | 212   | 191   | 35    | 67    | 9        | 2        | 1        | 83    | 12    | 24    | 7        | 5     | 1     | 11    | 0     | 4     | 25    | 3        | .351  | .396     | .435     | .831  |
| '09計    | WSH      | 120   | 533   | 469   | 74    | 144   | 15       | 7        | 3        | 182   | 39    | 42    | 17       | 10    | 5     | 40    | 2     | 9     | 74    | 9        | .307  | .369     | .388     | .757  |
| 2010     | WSH      | 136   | 577   | 509   | 60    | 129   | 17       | 7        | 0        | 160   | 24    | 34    | 17       | 15    | 3     | 40    | 1     | 10    | 88    | 2        | .253  | .319     | .314     | .633  |
| 2011     | MIL      | 119   | 429   | 378   | 61    | 115   | 20       | 6        | 4        | 159   | 37    | 13    | 4        | 15    | 3     | 19    | 0     | 14    | 70    | 6        | .304  | .357     | .421     | .778  |
| 2012     | MIL      | 122   | 322   | 289   | 44    | 69    | 5        | 3        | 3        | 89    | 16    | 12    | 5        | 7     | 0     | 20    | 0     | 6     | 63    | 4        | .239  | .302     | .308     | .610  |
| 2013     | DeNA     | 108   | 424   | 371   | 57    | 109   | 15       | 2        | 11       | 161   | 50    | 3     | 2        | 11    | 2     | 27    | 0     | 13    | 81    | 3        | .294  | .361     | .434     | .795  |
| 2014     | CLE      | 15    | 52    | 41    | 8     | 14    | 1        | 0        | 1        | 18    | 6     | 3     | 0        | 3     | 1     | 7     | 0     | 0     | 6     | 0        | .341  | .429     | .439     | .868  |
| 2015     | ハンファ | 10    | 42    | 33    | 2     | 9     | 2        | 0        | 0        | 11    | 5     | 1     | 1        | 0     | 1     | 4     | 0     | 4     | 8     | 1        | .273  | .405     | .333     | .738  |
| MLB：7年 | MLB：7年 | 598   | 2206  | 1953  | 288   | 550   | 74       | 27       | 12       | 714   | 136   | 120   | 51       | 52    | 13    | 145   | 3     | 43    | 352   | 21       | .282  | .343     | .366     | .708  |
| NPB：1年 | NPB：1年 | 108   | 424   | 371   | 57    | 109   | 15       | 2        | 11       | 161   | 50    | 3     | 2        | 11    | 2     | 27    | 0     | 13    | 81    | 3        | .294  | .361     | .434     | .795  |
| KBO：1年 | KBO：1年 | 10    | 42    | 33    | 2     | 9     | 2        | 0        | 0        | 11    | 5     | 1     | 1        | 0     | 1     | 4     | 0     | 4     | 8     | 1        | .273  | .405     | .333     | .738  |

- 2015年度シーズン終了時
- 各年度の太字はリーグ最高

### 記録
NPB
- 初出場・初先発出場：2013年3月29日、対中日ドラゴンズ1回戦（ナゴヤドーム）、3番・右翼手で先発出場
- 初打席：同上、1回表に吉見一起の前に見逃し三振
- 初安打：同上、6回表に吉見一起から右前安打
- 初本塁打・初打点：2013年5月10日、対読売ジャイアンツ7回戦（横浜スタジアム）、7回裏に高木京介から右越ソロ ※多村仁志と連続打者本塁打
- 初盗塁：2013年5月14日、対東北楽天ゴールデンイーグルス1回戦（横浜スタジアム）、3回裏に二盗（投手：田中将大、捕手：嶋基宏）

KBO
- 初出場・初先発出場：2015年3月28日、対ネクセンヒーローズ1回戦（木洞野球場）、6番・右翼手で先発出場
- 初打席：同上、2回表に見逃し三振
- 初安打：同上、4回表に右越2塁打
- 初盗塁：同上

### 背番号
- 29 （2007年）
- 3 （2008年 - 2009年）
- 1 （2009年 - 2010年）
- 2 （2011年 - 2012年）
- 27 （2013年）
- 6 （2014年）
- 33 （2015年）

### 登場曲
- ああ人生に涙あり（水戸黄門のテーマ）『杉良太郎・横内正』
- Runner 『爆風スランプ』
- EXILE PRIDE 〜こんな世界を愛するため〜 『EXILE』（偶数打席）
- 炎天夏『湘南乃風』（奇数打席）